# Coelonia fulvinotata
Coelonia fulvinotata ist ein Schmetterling (Nachtfalter) aus der Familie der Schwärmer (Sphingidae).

## Merkmale
Die Falter haben eine Vorderflügellänge von 43 bis 64 Millimetern. Der Körper und die Vorderflügel sind braun und haben eine schwarze Musterung. Am Hinterende des Thorax befinden sich zwei pinkfarbene Flecken. Der Hinterleib hat seitlich gelbe Flecken. Bei den Männchen haben die Vorderflügel ungefähr zwischen den beiden äußeren Dritteln eine weiße, unregelmäßige Linie. Die Weibchen haben hinter dieser Linie unterhalb der Flügelspitze einen weißen verwaschenen Fleck. Die Hinterflügel sind dunkelbraun und haben an der Basis einen gelben Fleck. Die Männchen haben an der Basis der Vorderbeine ein haariges Duftorgan, das man jedoch ohne die Schuppen zur Seite zu schieben nicht gut erkennen kann. Die Art hat eine gewisse Ähnlichkeit mit dem Totenkopfschwärmer (Acherontia atropos), besitzt jedoch weniger Gelbanteile am Hinterleib und an den Hinterflügeln. Ihr fehlt auch die für die ähnliche Art typische Totenkopfzeichnung auf dem Thorax. Der Saugrüssel ist sehr lang.
Die Raupen haben eine variable Körperfärbung. Sie sind entweder grün oder gelbgrün mit violetten Schrägstreifen an den Seiten, oder hell- bis dunkelbraun und dann mit weißen und dunkler braunen Flecken überzogen. Die drei Thoraxsegmente sind am Rücken gelblich, aufgewölbt und mit warzigen Auswüchsen versehen. Das lange Analhorn ist gekrümmt und warzig. Die braune Farbvariante sieht einer ebenso gefärbten Variante der Raupe des Totenkopfschwärmers ähnlich, ist jedoch schlanker und hat ein anders geformtes Analhorn. Die Puppe hat eine gekrümmte Rüsselscheide.

## Verbreitung und Lebensraum
Die Art ist in weiten Teilen Afrikas und auch auf Madagaskar und Mauritius verbreitet. Sie besiedelt verbuschte Lebensräume.

### Nahrung der Raupen
Die Raupen ernähren sich wie auch der ähnliche Totenkopfschwärmer von vielen verschiedenen Pflanzenarten. Die Art ist an Winden (Convolvulus spp.), Ipomoea spp., Nachtschatten (Solanum spp.), Tabak (Nicotiana spp.), Tomate (Solanum lycopersicum), Cissus spp., Lachnopylas spp., Salbei (Salvia spp.), Pycnostachys spp., Tecomaria spp., Kordien (Cordia spp.), Duranta, Coleus, Losbäumen (Clerodendron spp.), Dahlien (Dahlia spp.), Wandelröschen (Lantana spp.), Bignonia capreolata, Afrikanischem Tulpenbaum (Spathodea campanulata) und Podranea brycei nachgewiesen.

## Belege